# Amimone

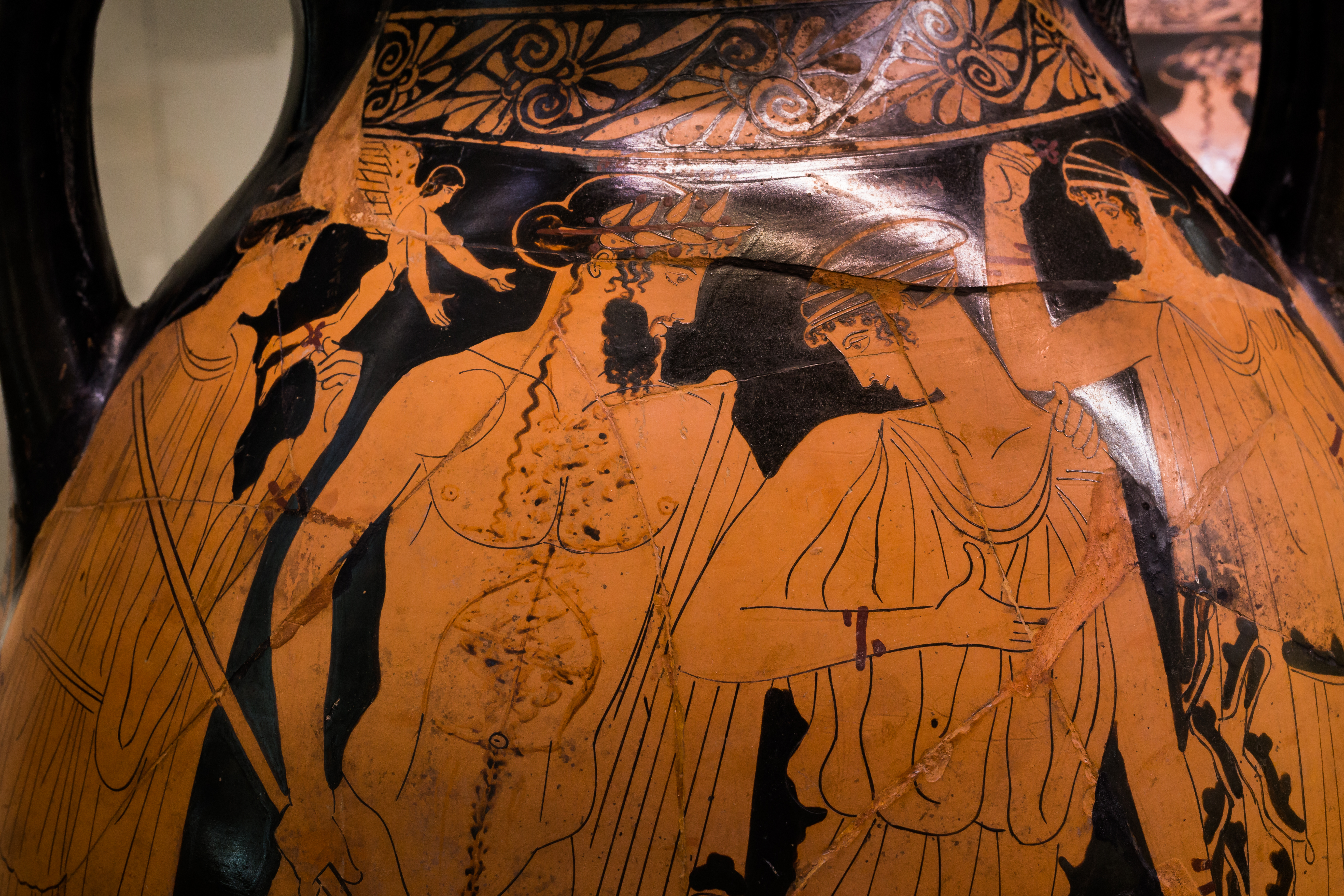
Dettaglio (Poseidone e Amimone) di un vaso greco ritrovato nella tomba dei vasi greci nella necropoli della Banditaccia a Cerveteri, ora esposto al Museo nazionale etrusco di Villa Giulia di Roma

Amimone (in greco antico: Ἀμυμώνη?) è un personaggio della mitologia greca, è una delle cinquanta figlie del re Danao (Danaidi).

## Mitologia
Quando il padre giunse a Lerna, nel golfo di Nauplia, per la mancanza di acqua incaricò la figlia Amimone di procurarsi dell'acqua per un sacrificio.
Mentre svolgeva il compito, la giovane svegliò involontariamente un satiro, che cercò di abusare di lei. La fanciulla invocò l'aiuto di Poseidone, che intervenne scagliando il proprio tridente in direzione del satiro, mancandolo. Il tridente si conficcò in una roccia e Poseidone concesse ad Amimone di estrarlo. Da quel punto sgorgò l'acqua della fonte Amimone. Questa è l'origine del fiume di Lerna. Dall'unione tra Amimone e Poseidone nacque Nauplio.
Di questo mito trattava Eschilo nel dramma satiresco Amimone.

### Somiglianze con Ipermestra
Una leggenda racconta che Amimone andò in sposa all'egittide Linceo, suo cugino e figlio di Egitto e che rifiutò di obbedire a suo padre quando ordinò alle proprie figlie di uccidere i loro mariti.
Il fatto che Amimone fu l'unica a non uccidere il marito Linceo la rende identica ai miti dove la sposa che non uccise Linceo sia citata come Ipermestra, il quale fa pensare ad uno scambio di nomi relativi alla stessa persona.